# 金张站
金张站是一个京沪线上的铁路车站，位于安徽省明光市横山乡，建于1942年，目前为四等站，邮政编码为239441。目前客运：办理旅客乘降；不办理行李、包裹托运；货运：仅办理专用线上行方向整车货物发送。